# Зульцбах-ам-Майн
Зульцбах-ам-Майн (нім. Sulzbach am Main) — громада в Німеччині, розташована в землі Баварія. Підпорядковується адміністративному округу Нижня Франконія. Входить до складу району Мільтенберг.
Площа — 20,10 км2. Населення становить 7359 ос. (станом на 31 грудня 2020).